# Tiếng Tajik
Tiếng Tajik, Tajiki, (đôi khi viết Tadjik hoặc Tadzhik; тоҷикӣ, تاجیکی, tojikī [tɔːdʒɪˈkiː]) là ngôn ngữ của người Tajik ở Trung Á. Đây là ngôn ngữ chính thức ở Tajikistan.
Tiếng Tajik là một nhánh của tiếng Ba Tư, ở Tajikistan văn tự chính thức là chữ Kirin thay cho chữ Ba Tư truyền thống. Người Tajik và người Iran nói chuyện có thể hiểu nhau.